# باد إيبورغ
باد ايبورغ (بالألمانية: Bad Iburg) هي مدينة وبلدة ألمانية تقع في ألمانيا في سكسونيا السفلى. يقدر عدد سكانها بـ 11,652 نسمة .

## المدن التوأمة
مدن باغيغياي وشارلوتنبورج فيلمسدورف (مقاطعة) هي مدن توأمة لـباد ايبورغ.

## معرض صور

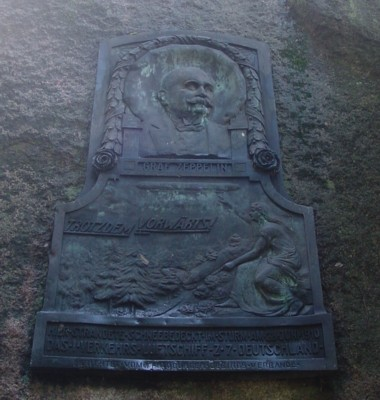
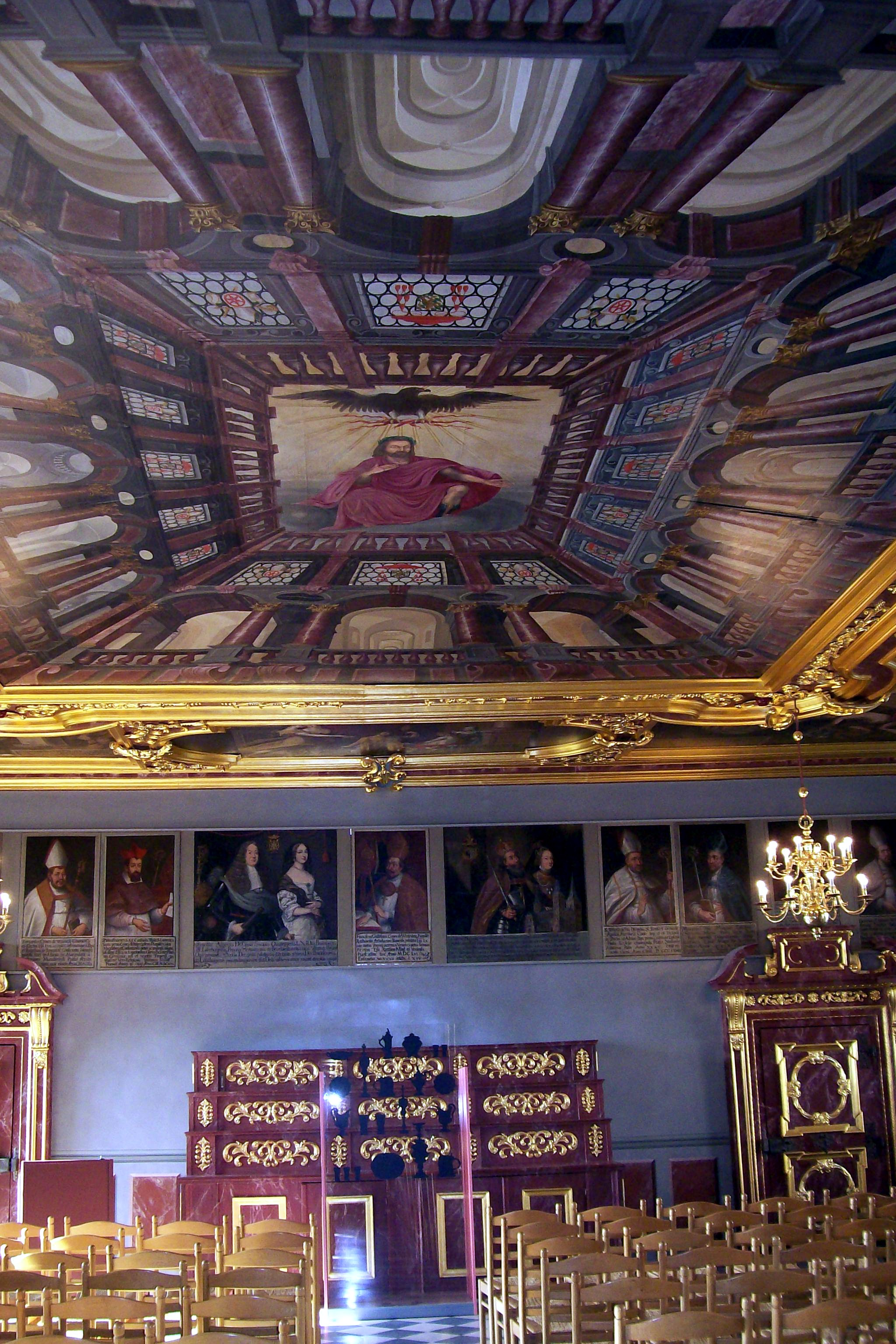
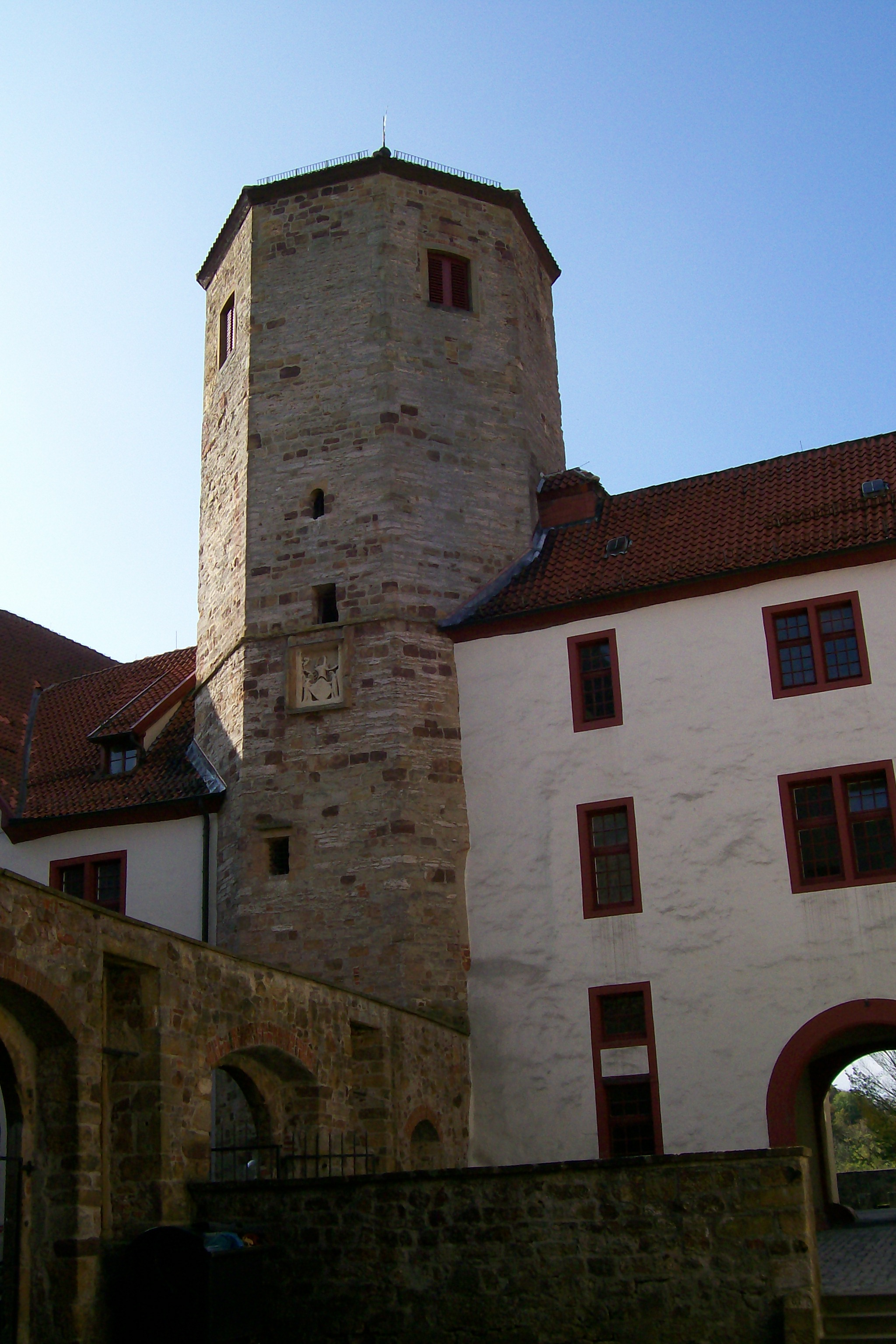
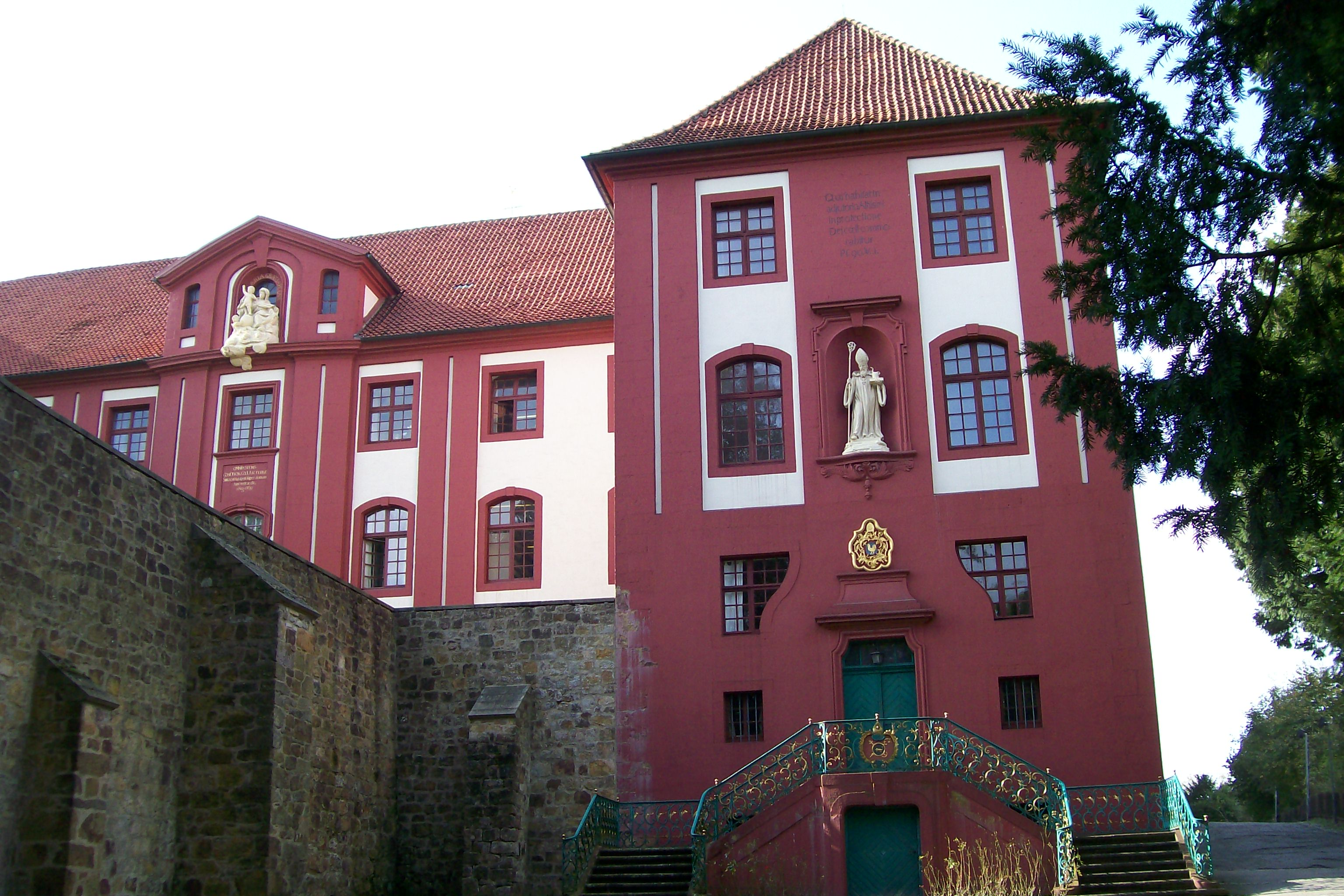

## أعلام
- صوفي شارلوته هانوفر